# Катренчиковський потік
Катренчиковський потік (словац. Katrenčíkovský potok) — річка в Словаччині у регіоні Орава, ліва притока Білої Орави, протікає в окрузі Наместово.
Довжина приблизно 5.9-6.6 км. Витік знаходиться в масиві Кисуцька-Верховина (схил гори Мрвова Кикула) — на висоті близько 940 метрів. Протікає територією села Оравска Лесна..
Впадає у Білу Ораву на висоті приблизно 770-775 метрів.